# Bahnstrecke Reuth–Friedenfels
| Streckenlänge: | 6,6 km              |                             |                             |
| Spurweite: | 600 mm (Schmalspur) |                             |                             |
| Maximale Neigung: | 3,49 ‰              |                             |                             |
| Minimaler Radius: | 38 m                |                             |                             |
| Streckengeschwindigkeit: | 11 km/h             |                             |                             |
| |                     |                             |                             |
| \| \| \| von Weiden \| \| \| \| \| von Erbendorf \| \| \| \| 0,0 \| Reuth (b Erbendorf) \| Reuth (b Erbendorf) \| \| \| \| nach Oberkotzau \| \| \| \| \| Anschl. Reuth Drahthammer \| \| \| \| 5,0 \| Anschl. Sägewerk \| Anschl. Sägewerk \| \| \| 5,1 \| Anschl. Neumühlweiher \| Anschl. Neumühlweiher \| \| \| \| \| \| \| \| 5,2 \| Friedenfels Granitwerk \| Friedenfels Granitwerk \| \| \| 6,6 \| Friedenfels Schlossbrauerei[1] \| Friedenfels Schlossbrauerei[1] \| |                     |                             |                             |
| Strecke |                     | von Weiden                  | von Weiden                  |
| Abzweig geradeaus und ehemals von links |                     | von Erbendorf               | von Erbendorf               |
| Bahnhof | 0,0                 | Reuth (b Erbendorf)         | Reuth (b Erbendorf)         |
| Abzweig ehemals geradeaus und nach rechts |                     | nach Oberkotzau             | nach Oberkotzau             |
| Abzweig geradeaus und nach links (Strecke außer Betrieb) |                     | Anschl. Reuth Drahthammer   | Anschl. Reuth Drahthammer   |
| Abzweig geradeaus und nach links (Strecke außer Betrieb) | 5,0                 | Anschl. Sägewerk            | Anschl. Sägewerk            |
| Abzweig geradeaus und nach links (Strecke außer Betrieb) | 5,1                 | Anschl. Neumühlweiher       | Anschl. Neumühlweiher       |
| Abzweig geradeaus und nach links (Strecke außer Betrieb) · Strecke von rechts (außer Betrieb) |                     |                             |                             |
| Strecke (außer Betrieb) · Betriebsstelle Streckenende (Strecke außer Betrieb) | 5,2                 | Friedenfels Granitwerk      | Friedenfels Granitwerk      |
| Betriebs-/Güterbahnhof Streckenende (Strecke außer Betrieb) | 6,6                 | Friedenfels Schlossbrauerei | Friedenfels Schlossbrauerei |

Die Bahnstrecke Reuth–Friedenfels war eine Schmalspurbahn mit einer Spurweite von 600 mm im früheren Landkreis Kemnath in der nördlichen Oberpfalz und wurde auch Friedenfelser Bockerl genannt. Sie führte von Reuth bei Erbendorf nach Friedenfels im heutigen Oberpfälzer Landkreis Tirschenreuth. Mit der Bahn sollten vor allem Granitsteine und Bier von Friedenfels aus abtransportiert werden. Die Bahn existierte von 1894 bis 1958.

## Geschichte
Ursprünglich sollte die Strecke in Normalspurausführung die Bahnstrecke Weiden–Oberkotzau Richtung Hof bis zur Blockstelle in Rechenlohe benutzen und dort erst von Hauptbahn abzweigen. Aus finanziellen Gründen – die Strecke hätte etwa 207.000 Mark gekostet – entschied man sich dann für eine Schmalspurstrecke ab Reuth. 1893 begannen die Bauarbeiten, die Kommerzienrat Gustav Siegle aus Stuttgart leitete. Siegle hatte 1885 die 2363 ha umfassenden Herrschaftsgüter Friedenfels und Poppenreuth erworben. Die gutseigenen Betriebe, einen Steinbruch mit Steinschleiferei, ein Sägewerk und eine Brauerei, baute er in den folgenden Jahren aus. Eine erste, einige hundert Meter lange Feldbahn mit Handverschub vom Steinbruch zur Brauerei wurde im Januar 1890 genehmigt. Eine zweite zur Schuttabfuhr entstand im Sommer 1892 im Ortsbereich.
1894 begann der Betrieb auf der 6600 m langen Strecke, die direkt zum Bahnhof Reuth führte, als Pferdebahn. Der kleinste Radius betrug 38 m, die durchschnittliche Steigung 2 % bei einer maximalen Steigung von 3,49 %. Zur Bauausführung kam leichtes Feldbahngleis mit einem Metergewicht von 7 kg, 9430 Stahlschwellen wurden verbaut. Der aufwendige Gleisunterbau entstand im Hinblick einen späteren Betrieb mit Lokomotiven. Erschlossen wurde das direkt an der Strecke liegende Sägewerk in Unterneumühle, wo sich die Strecke verzweigte. Der nördliche Streckenast führte zur Schloßbrauerei und der südliche erschloss das Granitwerk.
Das steigende Transportaufkommen, das durch die Pferde nicht mehr bewältigt werden konnte, erforderte ein Umdenken der Verantwortlichen in Richtung Lokomotivbetrieb. Die nötige Dampflokomotive wurde bei der Lokomotivfabrik Krauss & Comp. in München bestellt. Am 28. November 1900 fuhr der Güterzug erstmals mit dieser Lok (Achsfolge C, Leergewicht 6800 kg, Dienstgewicht 8200 kg, 35 PS, Fabriknr. 4287). Dazu legte die Regierung der Oberpfalz mit Bescheid vom 30. April 1900 aus Sicherheitsgründen fest, dass die Züge talwärts nicht schneller als elf Kilometer pro Stunde fahren durften, jeder Wagen eine Spindelbremse haben sowie jeder zweite Wagen mit einem Bremser besetzt sein musste. Für die Lok waren Funkenfänger vorgeschrieben.
1910 wurden im Rahmen umfangreicher Gleisbauarbeiten mehrere fabrikneue Weichen von Orenstein & Koppel eingebaut, darunter eine Zweibogenweiche für ein am Neumühlenweiher abzweigendes Eistransportgleis. 1913 kam eine zweiachsige Benzollokomotive (Maschinennr. 1391) des Herstellers Deutz hinzu, die vornehmlich für das Steinwerk bestimmt war.
Am 7. Mai 1918 wurden Brauerei, Steinbruch und Sägewerk sowie die Bahnstrecke an die Freiherr Fritz von Gemmingen-Hornberg'sche Güterverwaltung verkauft. Von dieser wurde 1925 eine neue C-gekuppelte Dampflok von Krauss (Leergewicht 6800 kg, Dienstgewicht 8200 kg, 40 PS, Nr. 8341) erworben und dafür eine vermutlich von Orenstein & Koppel stammende Benzollok für 2000 Mark in Zahlung gegeben. Für den Biertransport auf dem Netz der Deutschen Reichsbahn beschaffte die Güterverwaltung Kühlwagen, von denen 1922 vier vorhanden waren, die jedoch schon 1928 und 1929 verschrottet wurden. Ein weiterer Bierwagen war von 1932 bis 1952 im Einsatz.
Nach 1945 wurden die Güter vermehrt mit Lastkraftwagen abgefahren – damit entfiel das Umladen auf die Normalspur in Reuth. Deshalb wurde die Strecke am 1. Juli 1953 bis auf einen kleinen Rest, den Anschluss des Sägewerkes Pöllmann in Reuth, stillgelegt. Dieser Restbetrieb hielt sich bis zum Juli 1958. Lok 8341 wurde im Juli 1956, Lok 4287 im Juli 1958 abgestellt. Beide Lokomotiven wurden vor Ort verschrottet, die Gleisanlagen zwischen Mai und Dezember 1958 abgebaut.
Die Trasse der ehemaligen Bahnstrecke ist inzwischen als Rad- und Fußweg ausgebaut und Teil des Steinwald-Radwegs. Der Lokschuppen auf dem Gelände der Brauerei dient als Lager. Im Steinbearbeitungsbetrieb (jetzt Granit GmbH Friedenfels) liegen noch einige Gleise, dort werden von Hand geschobene Kipploren für untergeordnete Transportaufgaben eingesetzt.
Transportiert wurden zum Bahnhof Reuth gebrochene bzw. bearbeitete Steinquader, Holz aus dem Sägewerk und Bier. In der Gegenrichtung wurden vornehmlich Betriebsstoffe befördert, so z. B. Eis aus den umliegenden Teichen und Kohle für die Brauerei. Der Anteil der Güter in Richtung Friedenfels war erheblich größer als der in der Gegenrichtung. Personenverkehr gab es nicht.

## Streckenbeschreibung
Am Nordkopf des Bahnhofs Reuth war eine Umladerampe vorhanden, von wo aus von einem Ladegleis der Strecke Regensburg–Oberkotzau die Güter zwischen Schmalspur und Normalspur umgeladen werden konnten. Die Strecke bog vom Bahnhof links Richtung Erlhammer ab, ein Anschluss führte zum Sägewerk in Reuth. Dann ging die Strecke leicht bergab nach Thumsenreuth und folgte dabei dem Verlauf des Heinbachs. Nach Zainhammer erreichte die Strecke von Osten her Friedenfels. Anschlüsse bestanden zum Sägewerk, zum Granitwerk und zur Friedenfelser Schloßbrauerei, wo sich der Lokomotivschuppen befand.